# Hasan Ibrahim

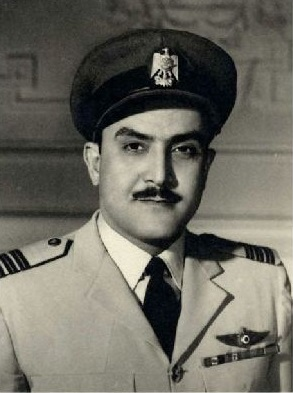

Hasan Ibrahim (ur. 1917, zm. 1990) – egipski wojskowy i polityk.

## Życiorys
Należał do ruchu Wolnych Oficerów, przystąpił do niego najpóźniej w 1951. Związany był także ze środowiskiem byłych członków partii Młody Egipt. W 1952 był kapitanem sił powietrznych (dowódcą szwadronu), pozyskiwał dla Wolnych Oficerów zwolenników w lotnictwie egipskim. Odegrał znaczącą rolę w rewolucji 1952 r. Brał udział w przejęciu kontroli nad siedzibą naczelnego dowództwa sił zbrojnych Egiptu, przejmowaniu dwóch królewskich pałaców, lotnisk i baz lotnictwa egipskiego. Po zwycięstwie rewolucji wszedł do Rady Rewolucyjnych Dowódców.
Był członkiem trybunału, który sądził strajkujących robotników zakładów tekstylnych w Kafr ad-Dawwar w sierpniu 1952. Strajk ten Rada Rewolucyjnych Dowódców potępiła, oskarżając o jego organizację komunistów. Głosował przeciwko wyrokowi skazującemu na śmierć dwóch przywódców protestu.
W naserystowskich rządach zajmował się zagadnieniami gospodarczymi. Od 1957 szefował Organizacji Ekonomicznej, której zadaniem było administrowanie państwowymi udziałami w znacjonalizowanych dawnych agencjach ubezpieczeniowych i bankach zagranicznych. W 1962 został członkiem komitetu wykonawczego naserowskiej monopartii - Arabskiej Unii Socjalistycznej, dwa lata później Gamal Abdel Naser mianował go wiceprezydentem. Nie akceptując socjalistycznego kursu w polityce prezydenta Nasera i kolejnych akcji nacjonalizacyjnych, Hasan Ibrahim w 1966 zrezygnował z wszystkich piastowanych stanowisk i odszedł z polityki.
W 1965 otrzymał Order Odrodzenia Polski I klasy.